# Challenge Cup (course hippique)
La Challenge Cup est une course hippique de trot attelé qui s'est déroulée de 1959 à 1988 au Roosevelt Raceway, à Long Island, dans la banlieue sud de New York, et en 1989 au Yonkers Raceway à Yonkers, au nord de New-York. 
Créée en 1959, cette épreuve, courue sur 1 609 m (1 mile), 2 011 m (1 mile 1/4) ou 2 413 m (1 mile 1/2) selon les années, était une sorte de revanche de l'International Trot, disputé une semaine plus tôt et dont la première édition eu lieu la même année, avec l'optique de faire se rencontrer les champions des continents américain et européen. Il s'agissait d'unerevanche de cet officieux championnat du monde du trot.  
Neuf chevaux sont parvenus à réaliser le doublé la même année :  
- Hairos II, 1960
- Fresh Yankee, 1970
- Une de Mai, 1971
- Speedy Crown, 1972
- Savoir, 1975
- Classical Way, 1980
- Idéal du Gazeau, 1981, 1983
- Lutin d'Isigny, 1984, 1985
- Mack Lobell, 1988

## Palmarès
| Année | Vainqueur          | S/A | Pays       | Père            | Driver                | Deuxième          | Troisième         | Réd.km |
| ----- | ------------------ | --- | ---------- | --------------- | --------------------- | ----------------- | ----------------- | ------ |
| 1989  | Mack Lobell        | M.5 | États-Unis | Mystic Park     | Veijo Heiskanen       | Indus             | Kit Lobell        | 1'15"  |
| 1988  | Mack Lobell        | M.4 | États-Unis | Mystic Park     | John D. Campbell      | Scenic Regal      | Go Get Lost       | 1'12"8 |
| 1987  | Tabor Lobell       | M.4 | États-Unis | Speedy Crown    | Buddy Gilmour         | Callit            | Whip It Wood      | 1'16"1 |
| 1986  | Piggvar            | M.4 | États-Unis | Bonefish        | Stanley Dancer        | Grades Singing    | Mark Six          | 1'15"6 |
| 1985  | Lutin d'Isigny     | M.8 | France     | Firstly         | Jean-Paul André       | Sandy Bowl        | Sea Chanty        | 1'15"9 |
| 1984  | Lutin d'Isigny     | M.7 | France     | Firstly         | Jean-Paul André       | Lançon            | TV Yankee         | 1'16"7 |
| 1983  | Idéal du Gazeau    | M.9 | France     | Alexis III      | Eugène Lefèvre        | Yankee Predator   | Legolas           | 1'16"1 |
| 1982  | Jorky              | M.7 | France     | Kerjacques      | Léopold Verroken      | Nino Blazing      | Spice Island      | 1'17"1 |
| 1981  | Idéal du Gazeau    | M.7 | France     | Alexis III      | Eugène Lefèvre        |                   | Super Marty       | 1'16"9 |
| 1981  | Jorky              | M.6 | France     | Kerjacques      | Léopold Verroken      |                   | Super Marty       | 1'16"9 |
| 1980  | Classical Way      | F.4 | États-Unis | Speedy Scot     | John Simpson Jr       | Crown's Star      | Cold Comfort      | 1'17"1 |
| 1979  | Hillion Brillouard | M.6 | France     | Raskolnikov Z   | Pierre-Désiré Allaire | Doublemint        | Cold Comfort      |        |
| 1978  | Lola's Express     | M.5 | États-Unis | Lindy's Pride   | Ted Taylor            | Cold Comfort      | Petite Evander    |        |
| 1977  | Kash Minbar        | M.5 | États-Unis | Egyptian Candor | Earl Cruise           | Delfo             | Bellino II        | 1'15"3 |
| 1976  | Dream of Glory     | M.5 | États-Unis | Speedy Count    | Joe O'Brien           | Kash Minbar       | Equiléo           | 1'16"8 |
| 1975  | Savoir             | H.7 | États-Unis | Star's Pride    | Del Insko             | Elesnar           | Dream of Glory    | 1'16"2 |
| 1974  | Dosson             | M.5 | Italie     | Scotch Thistle  | Giancarlo Baldi       | Delmonica Hanover | Axius             | 1'16"5 |
| 1973  | Une de Mai         | F.9 | France     | Kerjacques      | Jean-René Gougeon     | Spartan Hanover   | Delmonica Hanover | 1'16"6 |
| 1972  | Speedy Crown       | M.4 | États-Unis | Speedy Scot     | Howard Beissinger     | Une de Mai        | Fresh Yankee      | 1'15"6 |
| 1971  | Une de Mai         | F.7 | France     | Kerjacques      | Jean-René Gougeon     | Fresh Yankee      |                   | 1'16"4 |
| 1970  | Fresh Yankee       | F.7 | Canada     | Hickory Pride   | Joe O'Brien           | Tidalium Pelo     |                   |        |
| 1969  | Fresh Yankee       | F.6 | Canada     | Hickory Pride   | Joe O'Brien           | Une de Mai        |                   |        |
| 1968  | Grandpa Jim        | M.6 | États-Unis | Newport Star    | Archie Niles, Jr.     | Roquépine         | Earl Laird        | 1'19"3 |
| 1967  | Perfect Freight    | M.5 | États-Unis | Star's Pride    | Jim Dennis            | Oscar RL          | Huck Finn         |        |
| 1966  | Lord Gordon        | M.7 | États-Unis | Darnley         | John Patterson, Sr.   | Noble Victory     | Big John          | 1'17"8 |
| 1965  | Speedy Scot        | M.5 | États-Unis | Speedster       | Ralph Baldwin         |                   |                   |        |
| 1964  | Ozo                | F.6 | France     | Vermont         | Hans Fromming         | Duke Rodney       | Pickwick          | 1'17"1 |
| 1963  | Elaine Rodney      | F.6 | États-Unis | Rodney          | John Chapman          | Martini           | Duke Rodney       | 1'17"  |
| 1962  | Su Mac Lad         | M.8 | États-Unis | Potomac Lad     | Stanley Dancer        | Duke Rodney       | Porterhouse       | 1'16"3 |
| 1961  | Merrie Duke        | H.4 | États-Unis | Kimberly Kid    | Joe MacDonald         | Kracovie          | Su Mac Lad        | 1'16"2 |
| 1960  | Hairos II          | M.9 | Pays-Bas   | Kairos          | Willem Geersen        | Tornese           | Trader Horn       | 1'16"3 |
| 1959  | Trader Horn        | M.7 | États-Unis | Worthy Boy      |                       |                   |                   |        |